# Långtjärnen (Järvsö socken, Hälsingland, 684540-150883)
Långtjärnen är en sjö i Ljusdals kommun i Hälsingland och ingår i Ljusnans huvudavrinningsområde. Sjön är 12,8 meter djup, har en yta på 0,0907 kvadratkilometer och befinner sig 354,4 meter över havet. Sjön avvattnas av vattendraget Åsbobäcken.

## Delavrinningsområde
Långtjärnen ingår i det delavrinningsområde (684329-151207) som SMHI kallar för Mynnar i Milån. Medelhöjden är 232 meter över havet och ytan är 26,78 kvadratkilometer. Det finns inga avrinningsområden uppströms utan avrinningsområdet är högsta punkten. Åsbobäcken som avvattnar avrinningsområdet har biflödesordning 3, vilket innebär att vattnet flödar genom totalt 3 vattendrag innan det når havet efter 99 kilometer. Avrinningsområdet består mestadels av skog (66 procent) och jordbruk (19 procent). Avrinningsområdet har 0,16 kvadratkilometer vattenytor vilket ger det en sjöprocent på 0,6 procent.